# Rubillós
Rubillós es un lugar de la parroquia de Proente, en el municipio español de La Merca, en la provincia de Orense, Galicia. Rubillós, aunque pequeño en tamaño, tiene una historia y un contexto cultural arraigados en las tradiciones de Galicia, particularmente en lo que respecta a las creencias populares y la brujería.

## Historia y Tradiciones Populares
En el imaginario colectivo gallego, figuras como la meiga o curandera desempeñaban un papel relevante dentro de las comunidades locales. Lejos de ser siempre asociadas con lo maligno, las meigas eran con frecuencia consideradas mujeres sabias, conocedoras de plantas medicinales, rituales protectores y remedios para males físicos o espirituales. Este tipo de saber popular formaba parte de una cosmovisión en la que lo natural y lo sobrenatural coexistían en la vida cotidiana. En Rubillós, como en otras zonas del interior gallego, estas tradiciones han dejado una huella notable. Aún en tiempos recientes, han aflorado relatos y creencias relacionados con lo mágico y lo inexplicable. En junio de 1983, el diario El País publicó un reportaje sobre una familia de Rubillós que afirmaba experimentar sucesos extraños en su vivienda: desaparición y reaparición de objetos, desplazamientos espontáneos de muebles y utensilios domésticos, ruidos sin causa aparente, entre otros. Estos hechos, que no encontraron explicación racional inmediata, fueron interpretados por algunos vecinos a través del marco cultural de las leyendas gallegas. El suceso dio lugar a una serie de interpretaciones por parte de los vecinos, muchos de los cuales evocaron leyendas locales sobre meigas, apariciones y otros elementos del folclore gallego. Este caso reflejó la persistencia de una sensibilidad cultural en la que lo misterioso sigue teniendo un espacio relevante, especialmente en zonas rurales marcadas por la tradición oral.

## Organización territorial
Rubillós es una de las doce entidades de población que forman la parroquia de Proente.

### Entidades de población
Las entidades de población que forman parte de la parroquia de Proente son:
- Aviñoá
- Cantón
- Cima de Vila
- Froxás das Viñas
- Loureiro
- Moreiras
- Piñeiro
- Proente
- Rubillós
- Soutelo
- Souto

### Despoblado
- Fontefría

## Demografía

### Lugar
| Gráfica de evolución demográfica de Rubillós (lugar) entre 2000 y 2024 |
|                                                                        |
| Datos según el nomenclátor publicado por el INE.                       |